# Museum „Schwarzes Roß“

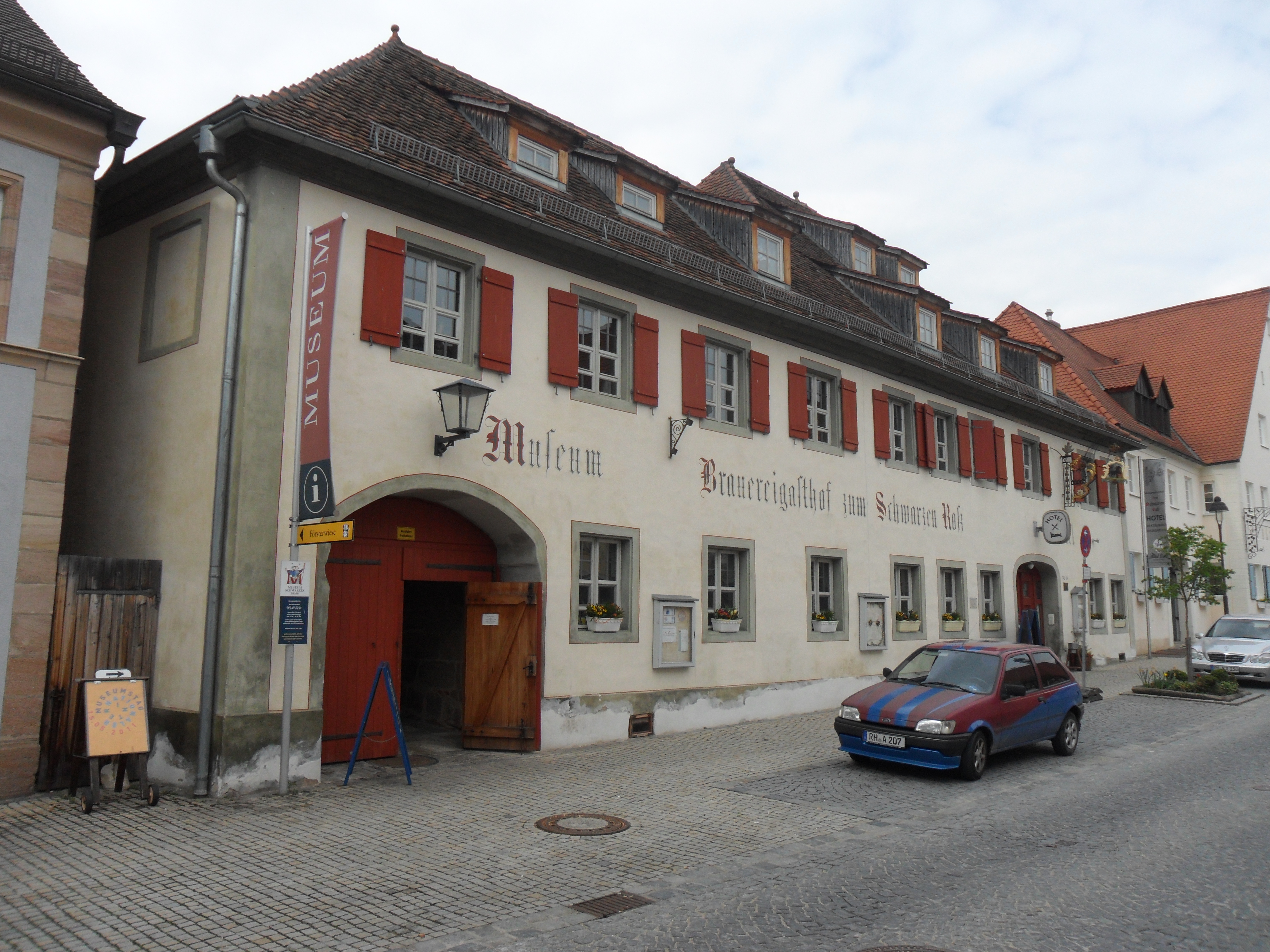
Museum und Brauereigasthof zum Schwarzen Ross

Das Museum „Schwarzes Roß“ ist ein Museum in der mittelfränkischen Stadt Hilpoltstein in Bayern. Träger ist die Stadt mit Unterstützung des Museums- und Heimatvereins.
Das Museum befindet sich im rückwärtigen Gebäude des gleichnamigen Brauereigasthofes „Schwarzes Roß“ in der Innenstadt von Hilpoltstein. Auf den fünf Etagen des Museums werden die Entwicklung des Hausbaus und die Hilpoltsteiner Stadtgeschichte dokumentiert.
Das aufwendig sanierte Vorderhaus entstand im 19. Jahrhundert als damals einziges traufseitiges zur Straße stehendes Gebäude. Heute wird es als Hotel genutzt.

## Ausstellung

### Keller
Im Keller des Museums befinden sich Reste von Ausgrabungen einer der ältesten Weißbierbrauereien Bayerns aus dem 16. Jahrhundert, genannt das „Untere Brauhaus“. Die Brauerei wurde um 1880 abgebrochen und aufgegeben. Überbleibsel wurden bei der Sanierung des Anwesens in den 1990er Jahren entdeckt. Reste des ehemaligen Sudhauses, das einst als Malzhaus benutzt wurde, sowie der Bierkeller sind noch gut erhalten. Der Braukessel für Bier und eine Destille zur Herstellung von Bierschnaps sind keine Originale, sondern Nachbauten. Die Unterbauten eines Kessels mit Feuerungen sind zum größten Teil erhalten, ebenso ein Kohlenkasten zum Anfachen der Holzkohle für den Sudkessel und ein rund acht Meter tiefer Brunnen zur Förderung von Brauwasser. Die labyrinthartig verzweigten Räume im Keller stammen größtenteils aus dem 19. Jahrhundert und können – ebenso wie ein originales Stück der mittelalterlichen Reichsstraße – in einer Führung besichtigt werden.

### Erdgeschoss
Im Erdgeschoss befinden sich Sammlungen zur Stadtgeschichte, darunter ein detailgetreues Modell der Stadt sowie durch Grabungsfunde aus den Sanierungsarbeiten der Burganlage.

### Obergeschoss
Im Obergeschoss wird das Bauhandwerk dokumentiert. Ausgestellt sind Werkzeug und Geräte der Zimmerleute, Steinmetze und anderer Bauhandwerker. Integriert in die Ausstellung ist ein Stück der alten Stadtmauer mitsamt Wehrgang sowie Ausstellungsstücke aus dem Alltagsleben im alten Hilpoltstein.

### Ölberg-Szenario
Im Museum sind auch Figuren und Kacheln eines ehemaligen Ölbergs ausgestellt. Der Ölberg stand an der ehemaligen St.-Georgen-Kirche in der Vorstadt von Hilpoltstein. 1991 entdeckte ein Stadtarchäologe die Figuren und Kacheln, die bis 1996 restauriert wurden. Die Figuren stammen aus dem Jahr 1470, die grün glasierten Kacheln mit Landschaften und Gebäuden haben ihren Ursprung im Jahr 1450. Die Herkunft der Figuren und Kacheln ist bis heute nicht geklärt. Seit 2002 ist das Ölberg-Szenario im neuen Museum „Schwarzes Roß“ ausgestellt.